# Irtysh Air
Irtysh-Air (АТ Авіакомпанія «Irtysh — Air») — колишня авіакомпанія, що базувалась в Павлодарі, Казахстан. працює на внутрішніх лініях Казахстану,

## Історія
АТ Авіакомпанія «Irtysh — Air» утворена в 2007 році з метою виконання регулярних та чартерних пасажирських перевезень на внутрішніх і міжнародних рейсах, налагодження транспортного авіасполучення Північного Казахстану. Аеропортом базування є АТ «Аеропорт Павлодар».
Авіакомпанією налагоджена робота по регулярного підвищення кваліфікації, проведення тренувань і навчання фахівців льотної та інженерно-авіаційної служб в таких навчальних закладах, як:
- АТ «Академія цивільної авіації» (р. Алмати);
- ВАТ «НТЦ-авіа-22» (р. Биково, Московська область);
- ФГТУ ВПО Ульяновське вище авіаційне училище цивільної авіації.

22.04.2009 р. Авіакомпанія «Irtysh-Air» розпочала виконання рейсу Павлодар — Москва (Домодєдово)
15.02.2010 р. Авіакомпанія «Irtysh-Air», в рамках партнерських взаємовідносин з авіакомпанією «САПСАН», приступила до експлуатації двох 50-місцевих повітряних суден CRJ-100LR (Bombardier).
11.05.2010 р. Авіакомпанія «Irtysh-Air» за підсумками конкурсу по внутрішніх маршрутах, проведений Комітетом цивільної авіації Міністерства транспорту і комунікацій Республіки Казахстан, отримала свідоцтва на виконання наступних авіамаршрутів:
- першим перевізником: Алмати — Костанай;
- другим перевізником: Алмати — Павлодар, Алмати — Караганда, Алмати — Усть-Каменогорськ, Алмати — Кизилорда.

## Напрями
Авіакомпанія обслуговує такі напрямки:
Внутрішні
- Алма-Ата — Алма-Ата (аеропорт)
- Караганда — Караганда (аеропорт)
- Костанай — Нарімановка (аеропорт)
- Кизилорда — Кизилорда (аеропорт)
- Усть-Каменогорськ — Усть-Каменогорськ (аеропорт)
- Павлодар — Павлодар (аеропорт)

Міжнародні
- Москва — Домодєдово (аеропорт)

## Флот
Флот Irtysh Air складається з таких літаків: